# Typhula abietina
Typhula abietina är en svampart som först beskrevs av Karl Wilhelm Gottlieb Leopold Fuckel, och fick sitt nu gällande namn av Corner 1950. Typhula abietina ingår i släktet Typhula och familjen trådklubbor.   Inga underarter finns listade i Catalogue of Life.